# Demirkanat
Demirkanat (türkisch für Eisenflügel) ist ein fast verlassenes Dorf im Landkreis Kiğı in der türkischen Provinz Bingöl. Die Entfernung nach Kiğı beträgt ca. 18 km.
1967 wurden 250 Einwohner gezählt. 1985 war die Bevölkerungszahl bereits auf 190 Menschen gesunken. Mitte der 1990er Jahre wurde Demirkanat fast oder vollständig niedergebrannt und geräumt. Im Jahre 2009 lebte im Ort ein Mann.
Demirkanat wurde bereits in osmanischen Dokumenten des 16. Jahrhunderts unter dem Namen Uzan Meşhed als mezra aufgeführt. Dieser Name ist in der Form Uzunmaşat auch im Grundbuch verzeichnet. Sowohl die Bezeichnung Akkan als auch Uzunmaşat werden bei der Volkszählung von 1970 als Alternativbezeichnungen verwendet.